# Данієль Кіціґой
Крістіан-Данієль Кіціґой (рум. Cristian-Daniel Chiţigoi; нар. 10 березня 2005, Бухарест) — румунський волейболіст, який грає на позиції догравальника у клубі польської Плюс Ліги «Група Азоти ЗАКСА» (Кендзежин-Козьле) та збірній Румунії.

## Життєпис
Народився 10 березня 2005 року в столиці Румунії — Бухаресті в родині волейболістів. Батько — Крістіан Кіціґой (нар. 1978), мати — болгарка Радостина Ґрадева-Кіціґой (нар. 1978), гравчиня збірної Болгарії. Дідусь — Константин Кіціґой (1950—2022) — теж був волейболістом.
Грав у клубах із рідного міста: «Олімпії Титанії» (Olimpia Titanii București, 2019—2022) та «Рапіді» (2022—2023).
1 червня 2021 року — у 16 років і 83 дні — вперше зіграв за збірну Румунії — у грі Золотої Євроліги проти збірної України в Запоріжжі.
24 лютого 2024 року став кращим гравцем матчу Плюс Ліги проти львівського клубу «Барком-Кажани», у якому ЗАКСА здобула перемогу 3:1 (20:25, 25:22, 25:23, 25:23). Наразі Данієль — наймолодший «легіонер», який здобув відзнаку кращого гравця матчу Плюс Ліги.

## Досягнення
Зі збірною
- переможець Срібної Євроліги 2022

Клубні
- володар Суперкубка Польщі 2023

Особисті
- найкращий подавальник кваліфікації до Чемпіонату Європи 2002 (U18)[13]